# 沙南猜站
沙南猜站（泰語： 發音：[sā.tʰǎː.nīː sā.nǎːm t͡ɕʰāj]）是曼谷地鐵藍線的車站，位於曼谷沙南猜路，鄰近曼谷大皇宮和臥佛寺。

## 設計
沙南猜站位於曼谷的傳統中心拉達那哥欣島中部，臨近曼谷大皇宮和臥佛寺。站廳裝飾華麗，屬於拉達那哥欣王國早期風格，由著名建築師平裕·素萬基里設計。厅内方柱以类似于大皇宫宫殿的风格装饰，柱壁雕刻成香榄花的形状，寓意繁荣昌盛；柱头为莲花形，涂有金箔，大花瓣的底部刻有小花瓣；站廳墻壁立面裝飾成拉達那哥欣島的城墻的樣式；天花板上绘有星形图案。该站的天花板比沿线的大多数地铁站要高，因为该站的通风系统安装在侧面，而非上方。
1号出口邻近暹罗博物馆，出入口不设屋顶，有专门设计的自动扶梯，以便不遮挡后方的暹罗博物馆。
沙南猜站建設過程中發現諸多文物，例如拉瑪四世和拉瑪五世時期的錢幣。這些文物被送至泰國文化部下辖藝術司和暹羅博物館供保管及研究。2020年11月27日，部分文物在沙南猜站1號出口站廳開放展覽，供游客免費參觀。
沙南猜站邻近的地点还有沙兰龙公园、沙兰龙宫、拉差巴迪寺、河口市场、拉差博披寺、拉吉妮学校。

## 图册

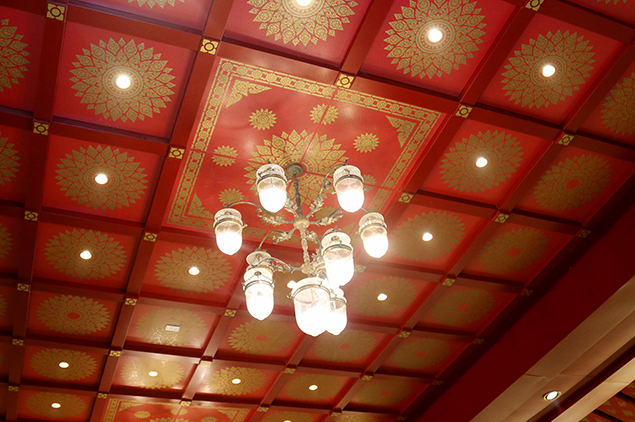
站厅吊灯
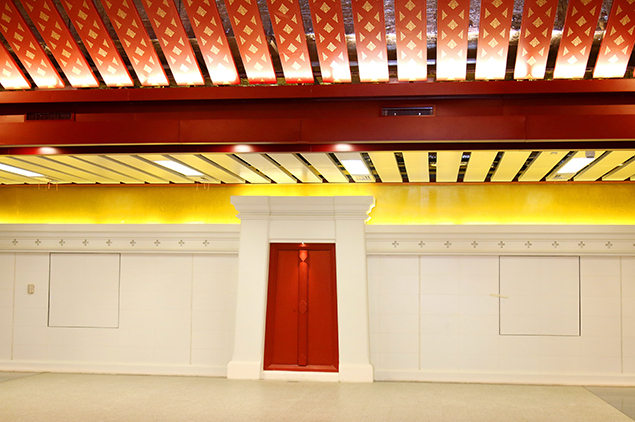
站厅墙壁的城门装饰
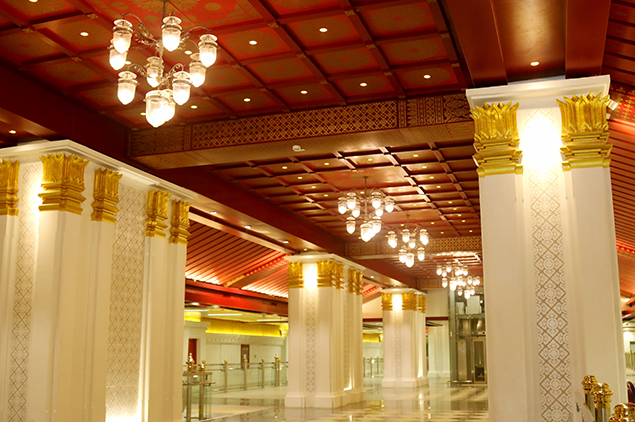
站厅方柱
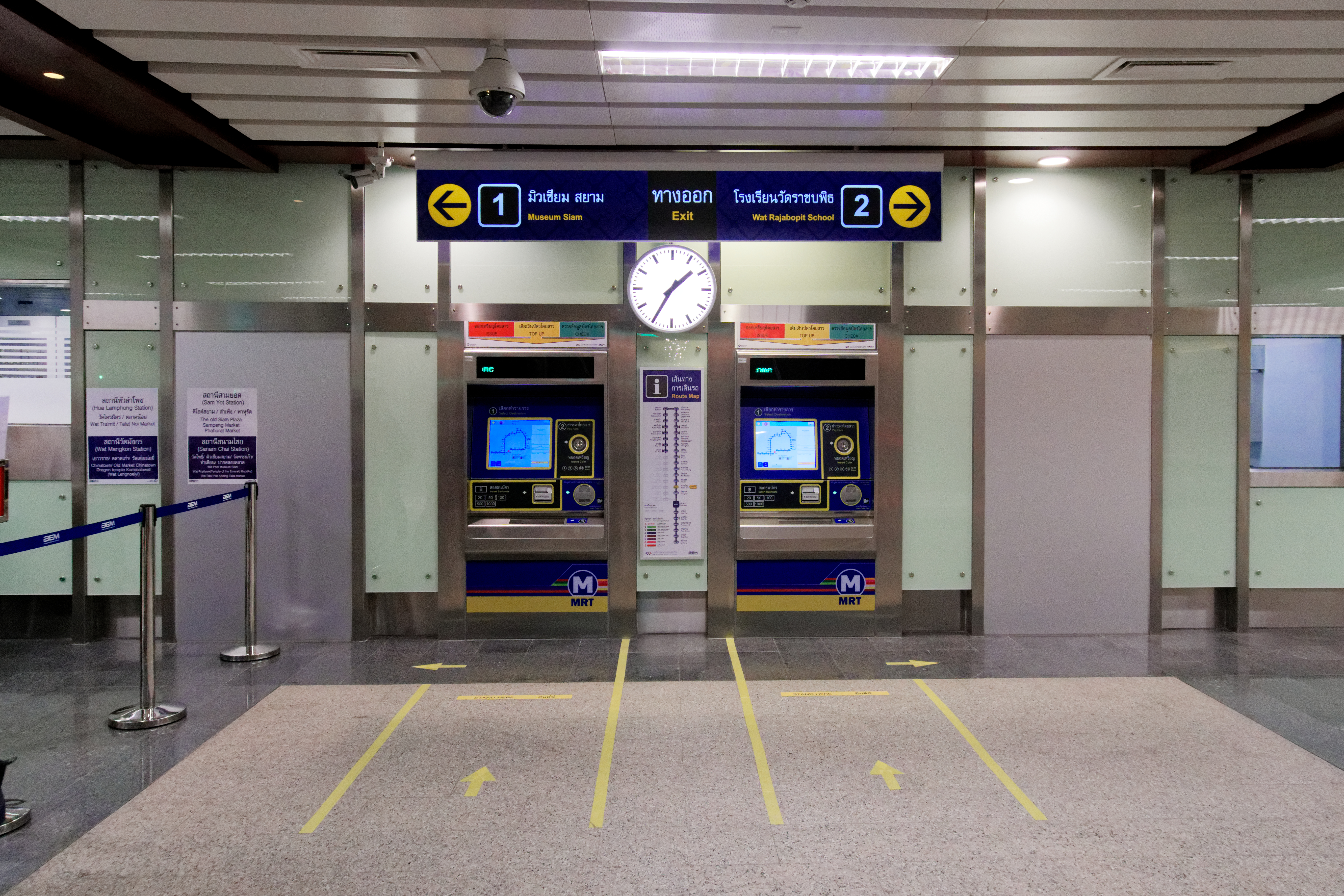
站厅售票机
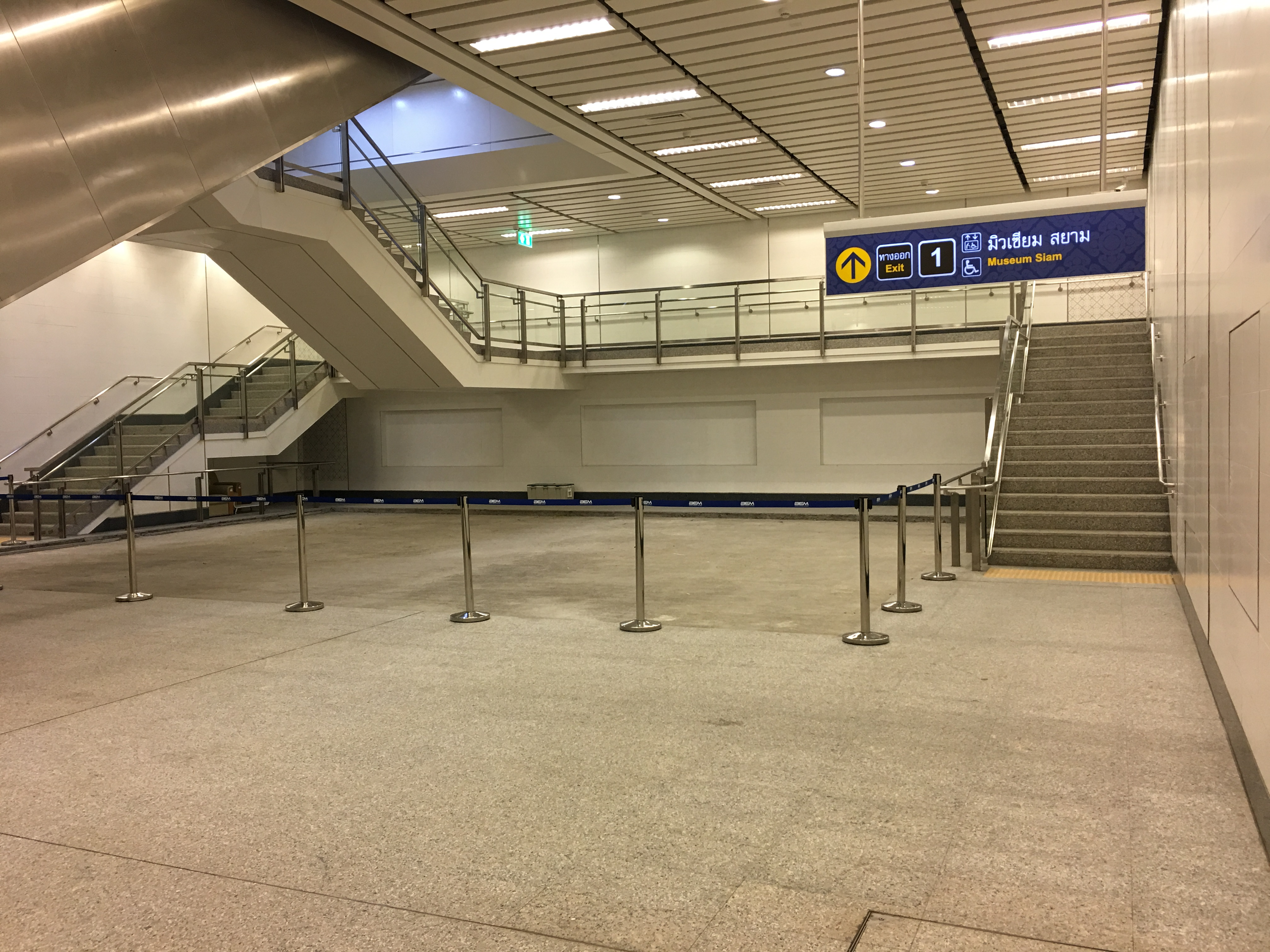
展览厅
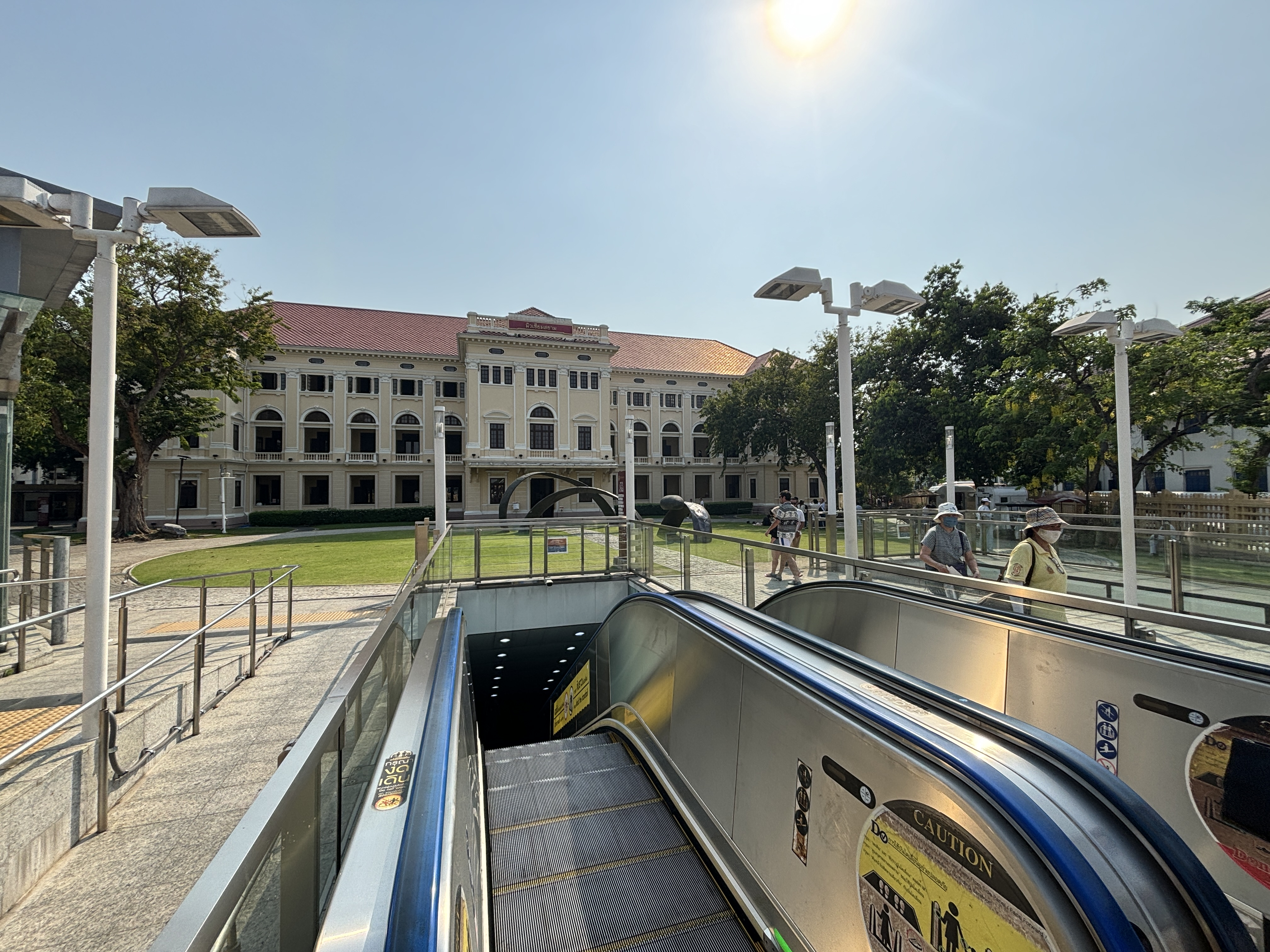
暹罗博物馆前的1号口
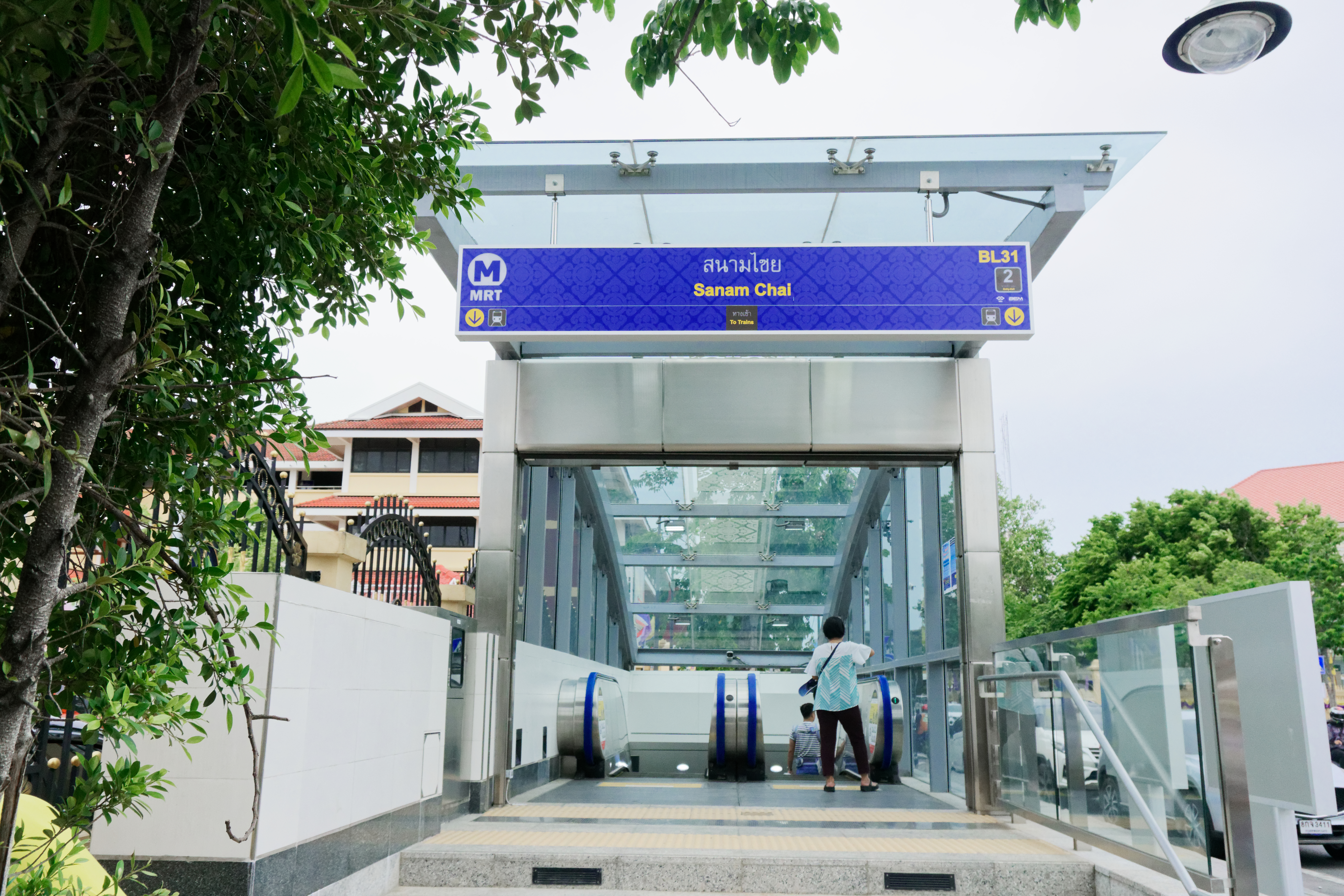
2号出口
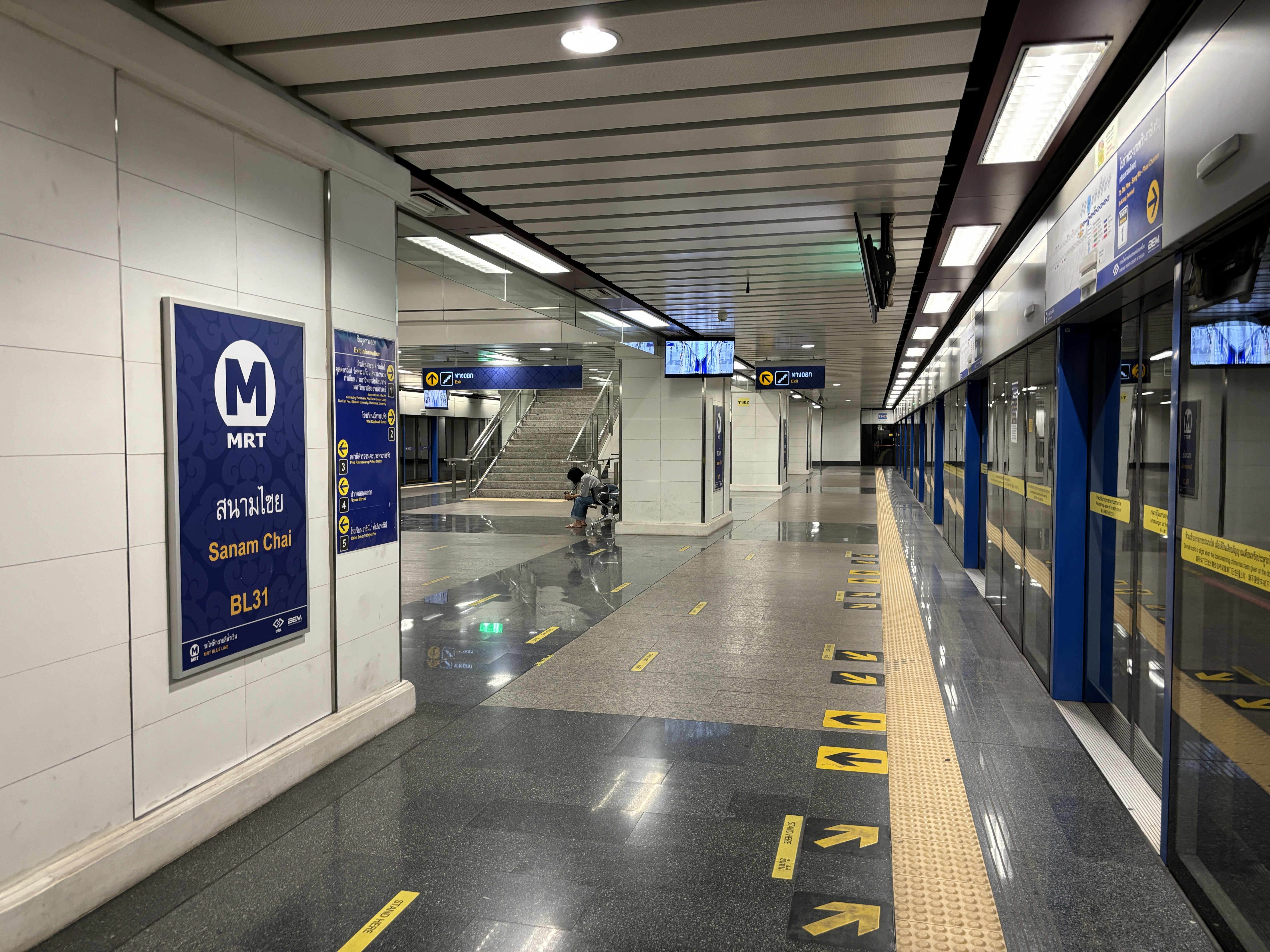
站台